# Својново
Својново је насеље у Србији у општини Параћин у Поморавском округу. Према попису из 2022. било је 959 становника.

## Историја
До Другог српског устанка Својново се налазило у саставу Османског царства. Након Другог српског устанка Својново улази у састав Кнежевине Србије и административно је припадало Јагодинској нахији и Темнићској кнежини све до 1834. године када је Србија подељена на сердарства.

## Демографија
У насељу Својново живи 1115 пунолетних становника, а просечна старост становништва износи 42,3 година (41,1 код мушкараца и 43,3 код жена). У насељу има 380 домаћинстава, а просечан број чланова по домаћинству је 3,65.
Ово насеље је великим делом насељено Србима (према попису из 2002. године), а у последња три пописа, примећен је пад у броју становника.
|  |

| Демографија | Демографија | Демографија |
| Година      | Становника  | Становника  |
| ----------- | ----------- | ----------- |
| 1948.       | 1.736       |             |
| 1953.       | 1.828       |             |
| 1961.       | 1.877       |             |
| 1971.       | 1.777       |             |
| 1981.       | 1.769       |             |
| 1991.       | 1.688       | 1.474       |
| 2002.       | 1.386       | 1.699       |

| Етнички састав према попису из 2002.‍ | Етнички састав према попису из 2002.‍ | Етнички састав према попису из 2002.‍ | Етнички састав према попису из 2002.‍ | Етнички састав према попису из 2002.‍ |
| ------------------------------------ | ------------------------------------ | ------------------------------------ | ------------------------------------ | ------------------------------------ |
|                                      |                                      |                                      |                                      |                                      |
| Срби                                 | Срби                                 |                                      | 1.375                                | 99,20%                               |
| Хрвати                               | Хрвати                               |                                      | 2                                    | 0,14%                                |
| Црногорци                            | Црногорци                            |                                      | 1                                    | 0,07%                                |
| Украјинци                            | Украјинци                            |                                      | 1                                    | 0,07%                                |
| непознато                            | непознато                            |                                      | 7                                    | 0,50%                                |

| Својново у пописима Јагодинске нахије — од 1818. до 1829.                         |       |       |       |       |       |       |          |       |       |       |       |       |
| Година пописа                                                                     | 1818. | 1819. | 1820. | 1821. | 1822. | 1823. | 1824/25. | 1825. | 1826. | 1827. | 1828. | 1829. |
| Куће                                                                              | 32    | 34    | 33    | 33    | 32    | 33    | 32       | 33    | 34    | 35    | 36    | 40    |
| Пореске главе*                                                                    | -     | 43    | 41    | 39    | 38    | 40    | 45       | 44    | 41    | 41    | 41    | 43    |
| Арачке главе**                                                                    | 90    | 92    | 99    | 98    | 99    | 97    | 107      | 103   | 104   | 106   | 108   | 109   |
| *Пореске главе = Ожењени мушкарци \| ** Арачке главе = Мушкарци од 7 до 70 година |       |       |       |       |       |       |          |       |       |       |       |       |

| Година пописа     | 1948. | 1953. | 1961. | 1971. | 1981. | 1991. | 2002. |
| ----------------- | ----- | ----- | ----- | ----- | ----- | ----- | ----- |
| Број домаћинстава | 331   | 340   | 405   | 404   | 419   | 404   | 380   |

| Број чланова      | 1  | 2  | 3  | 4  | 5  | 6  | 7  | 8 | 9 | 10 и више | Просек |
| ----------------- | -- | -- | -- | -- | -- | -- | -- | - | - | --------- | ------ |
| Број домаћинстава | 67 | 72 | 47 | 61 | 57 | 39 | 27 | 8 | 2 | 0         | 3,65   |

| Пол    | Укупно | Неожењен/Неудата | Ожењен/Удата | Удовац/Удовица | Разведен/Разведена | Непознато |
| ------ | ------ | ---------------- | ------------ | -------------- | ------------------ | --------- |
| Мушки  | 555    | 91               | 399          | 48             | 14                 | 3         |
| Женски | 607    | 64               | 416          | 118            | 7                  | 2         |
| УКУПНО | 1.162  | 155              | 815          | 166            | 21                 | 5         |

| Пол    | Укупно                    | Пољопривреда, лов и шумарство | Рибарство                            | Вађење руде и камена | Прерађивачка индустрија       |
| ------ | ------------------------- | ----------------------------- | ------------------------------------ | -------------------- | ----------------------------- |
| Мушки  | 240                       | 146                           | 0                                    | 0                    | 37                            |
| Женски | 168                       | 135                           | 0                                    | 0                    | 11                            |
| УКУПНО | 408                       | 281                           | 0                                    | 0                    | 48                            |
| Пол    | Производња и снабдевање   | Грађевинарство                | Трговина                             | Хотели и ресторани   | Саобраћај, складиштење и везе |
| Мушки  | 2                         | 9                             | 25                                   | 1                    | 5                             |
| Женски | 0                         | 0                             | 8                                    | 2                    | 0                             |
| УКУПНО | 2                         | 9                             | 33                                   | 3                    | 5                             |
| Пол    | Финансијско посредовање   | Некретнине                    | Државна управа и одбрана             | Образовање           | Здравствени и социјални рад   |
| Мушки  | 0                         | 1                             | 2                                    | 2                    | 1                             |
| Женски | 0                         | 0                             | 1                                    | 3                    | 2                             |
| УКУПНО | 0                         | 1                             | 3                                    | 5                    | 3                             |
| Пол    | Остале услужне активности | Приватна домаћинства          | Екстериторијалне организације и тела | Непознато            | Непознато                     |
| Мушки  | 3                         | 0                             | 0                                    | 6                    | 6                             |
| Женски | 4                         | 0                             | 0                                    | 2                    | 2                             |
| УКУПНО | 7                         | 0                             | 0                                    | 8                    | 8                             |

## Манастир
Западно од Својнова, на обронцима планине Јухор се налази манастир Светог Николе Мирликијског. Овај манастир највероватније потиче из друге половине 14. века. Крајем 18. века манастир је потпуно разрушен, а током Првог српског устанка нахијски кнез Милета Радојковић је обновио манастир. Он је од остатака порушеног манастира изградио данашњу цркву и данашњи стари источни конак.

## Записи
У селу се налазе следећи записи:
- Липа код цркве
- Дачића дуд
- Алексића храст
- Платан у центру
- Дуд у центру
- Бор код манастира